# 德干先驅報
《德干先驅報》（英語：Deccan Herald）是由印度卡納塔克邦出版的印度英語日報。報紙由K·N·古魯斯瓦米創辦，於1948年6月17日創刊。該報由邁索爾印刷廠（The Printers Mysore）出版，這是由古魯斯瓦米的繼承人內塔卡拉帕（Nettakallappa）家族擁有的私人控股公司。《德干先驅報》有七個版本，分別在班加羅爾、胡布利、達文蓋雷、霍斯佩特、邁索爾、曼加羅爾和古尔伯加印製。

## 外部連結
- 官方网站